# Музеї Башкортостану

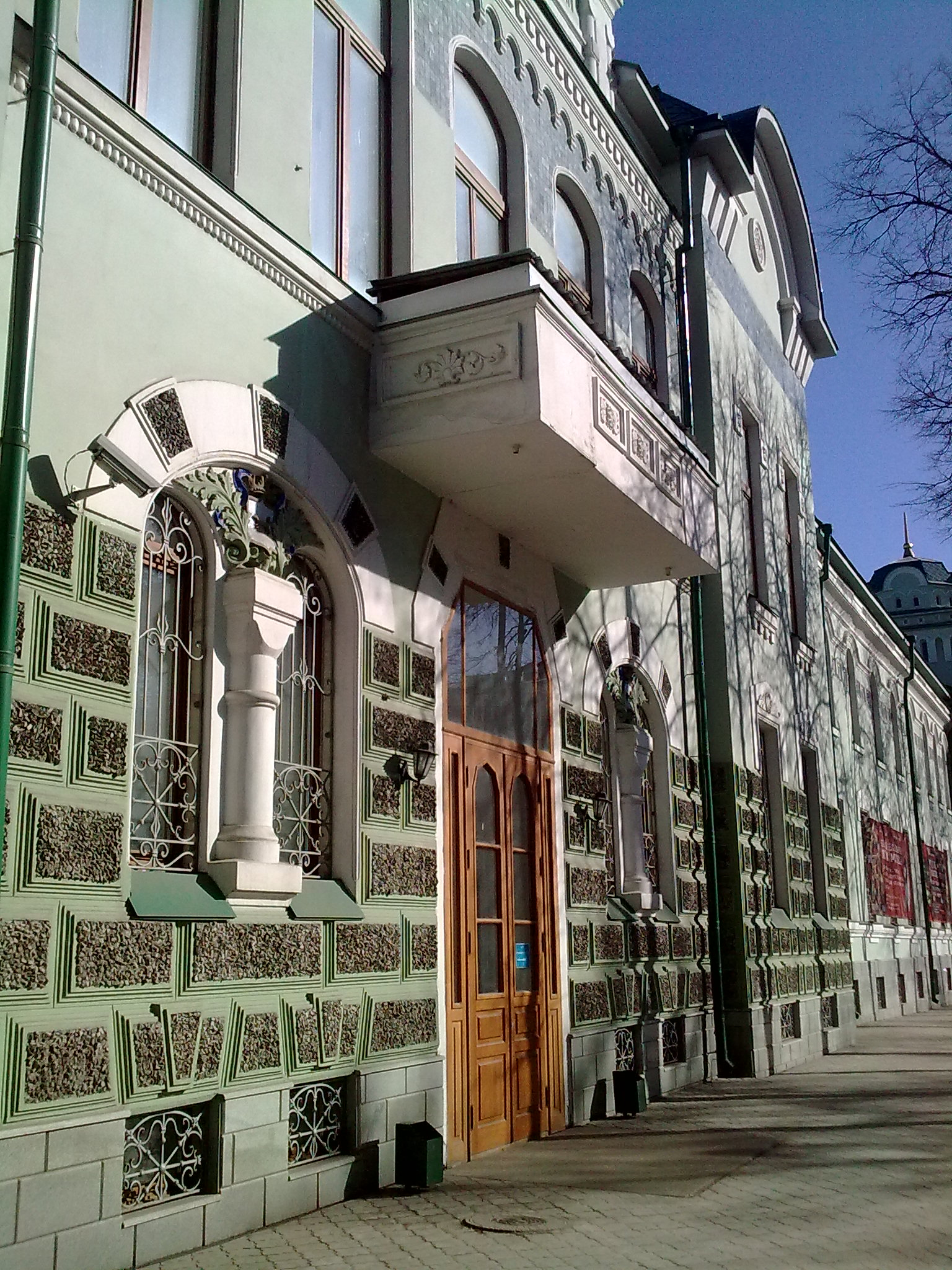
Національний музей РБ в Уфі

Музеї Башкортостану — сукупність музеїв федерального, регіонального, муніципального значення, розташованих на території Республіки Башкортостан.

## Історія
Музейна справа в Башкортостані розвивалась починаючи з відкриття у 1864 році першого Уфимського губернського музею до створення великої музейної мережі у Башкортостані. У 1919 році був відкритий Уфимський мистецький пролетарський музей Жовтневої революції (нині Башкирський державний художній музей імені М. В. Нестерова), а у Стерлітамаці — міський історико-краєзнавчий музей (ІКМ).
У 1940 році в Уфимському районі в селі Червоний Яр був відкритий музей 25-ї Чапаєвської дивізії, а в селі Слакбаш Белебеївського району — Меморіальний будинок-музей чуваського письменника К. В. Іванова. Дім-музей В. І. Леніна був відкритий в 1941 році, Меморіальний дім-музей М. Гафурі — в 1948 році.
До кінця 70-х років XX століття в Башкирській АРСР було 5 державних музеїв, близько 400 громадських та шкільних музеїв. Державні музеї були у віданні Міністерства культури БАРСР.
80-ті роки в Башкирській АРСР були роками «музейного буму»: у 1978 році був створений музей С. Т. Аксакова, в 1979 році створено 3 громадських музеї — Белебеївський ІКМ, Баймацький ІКМ і музей К. А. Хакімова в селі Дюсяново Біжбуляцького району. У 1980 роки — Октябрський та Учалінський історико-краєзнавчі музеї. У 1981 році був створений музей М. Акмулли.
Постановою Ради міністрів БАРСР № 275 від 11 листопада 1984 року на базі Республіканського краєзнавчого музею та міського краєзнавчого музею у Стерлітамаці був створений Башкирський державний об'єднаний музей, в який увійшли головний музей в Уфі та 11 філій по республіці.
У 1989 році число музеїв досягла 18, включаючи Дюртюлинський, Туймазинський, Ілішевський, Мелеузівський історико-краєзнавчі музеї, музеї Салавата Юлаєва в селі Малояз Салаватською району, музей Героя Радянського Союзу М. Х. Губайдулліна в селі Уршакбашкарамали Міякинського району. У 1993 році їх стало 36, включаючи Музей етнографії народів Башкортостану і Музей інтернаціональної дружби, в 1999 році — 57. У 1994 році був відкритий Музей Ахмет-Закі Валіді. Були відкриті нові експозиції в Дюртюлинському, Ілішевському, Туймазинському, Біжбуляцькому, Сібайському, Хайбуллінському історико-краєзнавчих музеях.
У 1997 році був створений Літературний музей Республіки Башкортостан (Національний літературний музей РБ) з 14-ма літературних музеїв-філій Національного музею. У 1999 році створено Республіканський музею Бойової слави, а 2002 році відкрився Музей 112-й башкирської кавалерійської дивізії . У 2002 році створено Музей історії парламенту Республіки Башкортостан.
За ініціативою громадськості були створені літературні музеї імені З. Біїшевої в Кугарчинському, Г. Ібрагімова в Аургазинському, Фатіха Каріма в Біжбуляцькому, Булата Імашева в Біжбуляцькому, Г. Галієва (Батирші) в Балтачевському районах, Калтасинський, Кумертаузький, Стерлібашевський, Гафурійский, Іглінський історико-краєзнавчі музеї та інші.
У даний час в Башкортостані 1076 музеїв, із них: 24 державних, 103 муніципальних, 210 відомчих, 4 приватних і 724 загальноосвітніх установ.

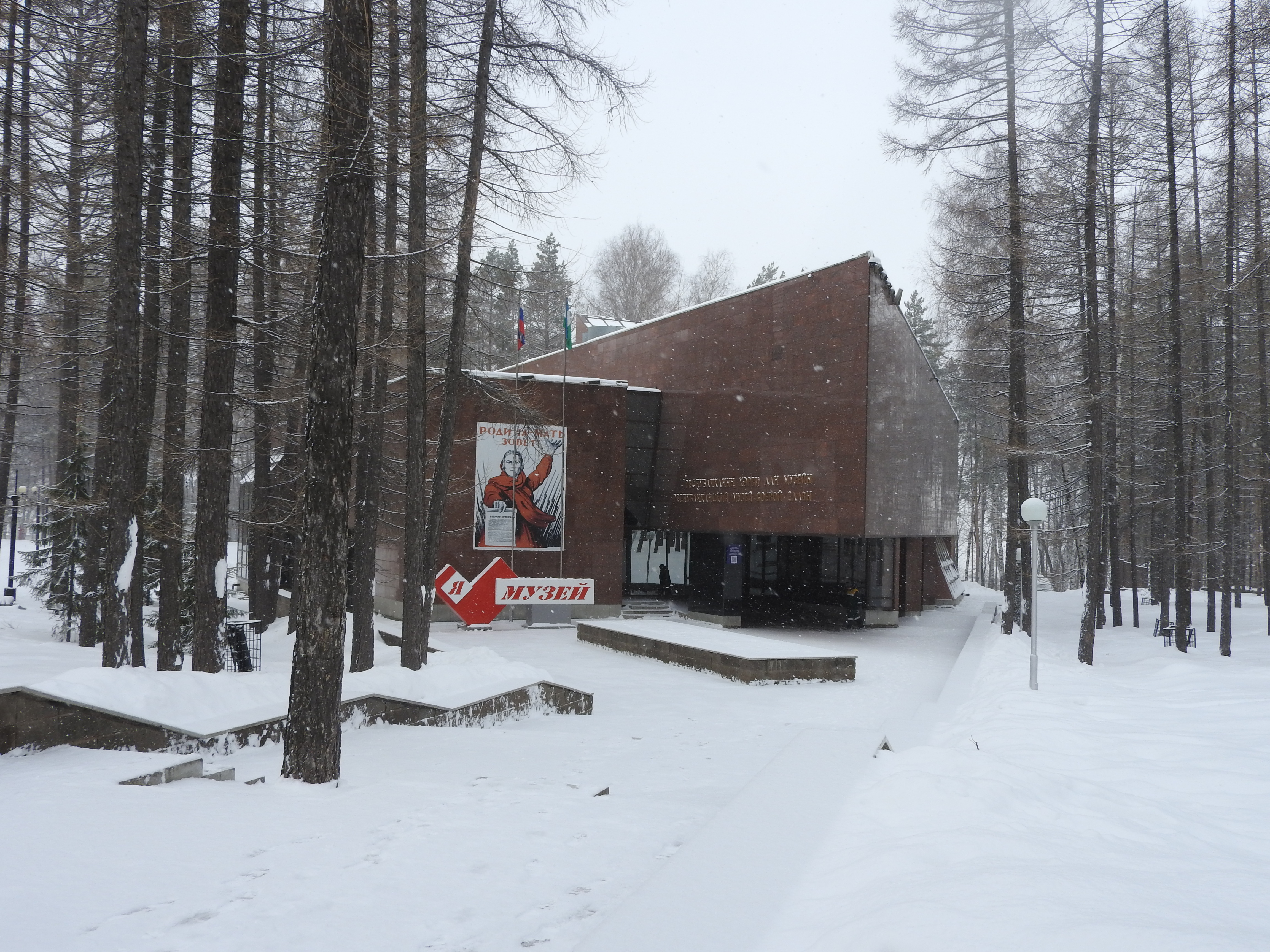
Музей Бойової Слави, Уфа

Міністерство культури відає на 1 січня 2013 року 94 музеями, в тому числі 25 державними і 69 муніципальними музеями. У них зібрано близько 650 тисяч предметів, що представляють історичну та культурну цінність.
Фахівців із музейної справи готують у Башкирському державному педагогічному університеті ім. М. Акмулли з 2006 року на кафедрі загальної історії. Національний музей Башкортостану є науково-методичним центром республіки з музеєзнавства..

## Характеристики музеїв

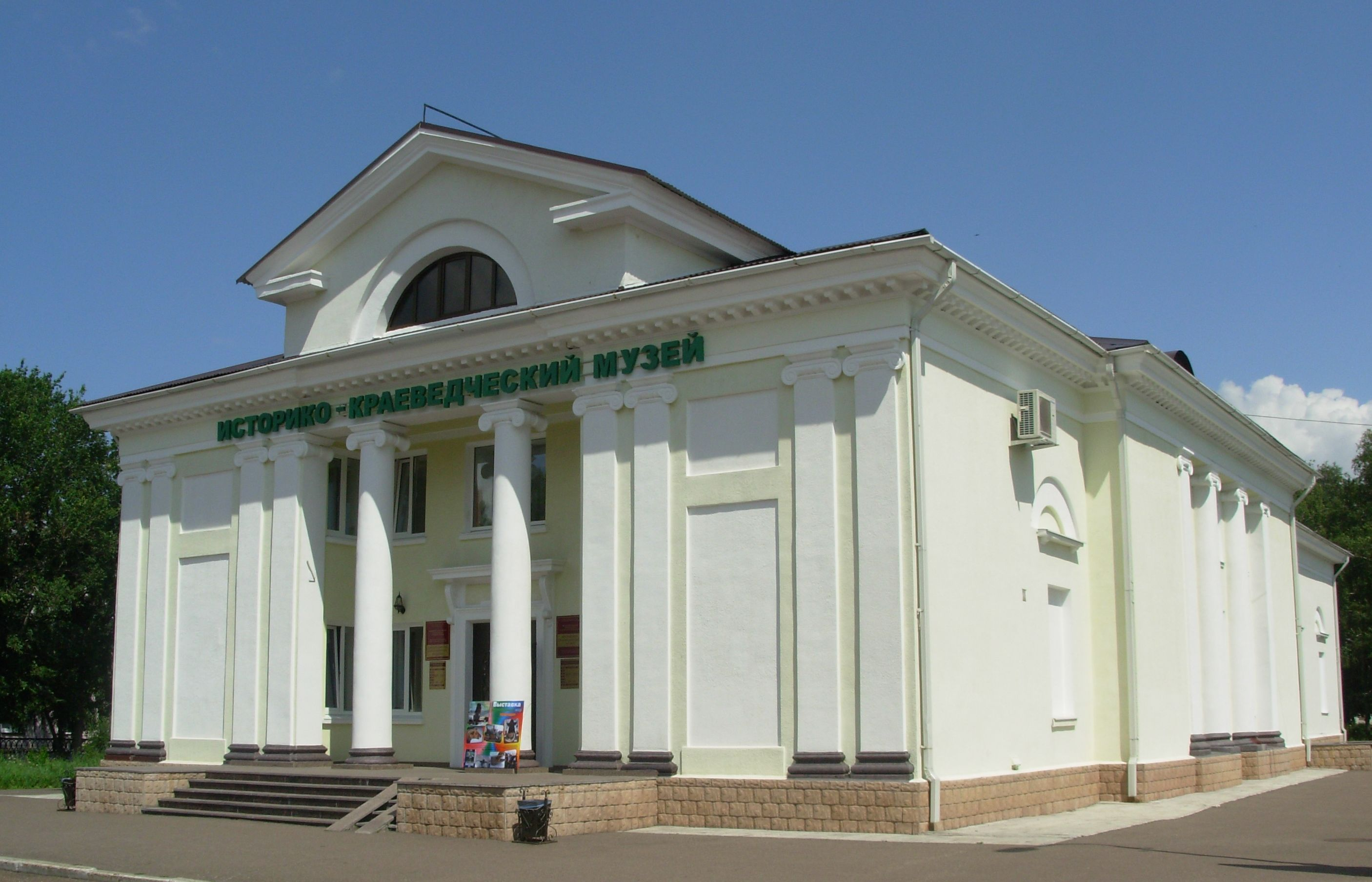
Краєзнавчий музей в м. Салават

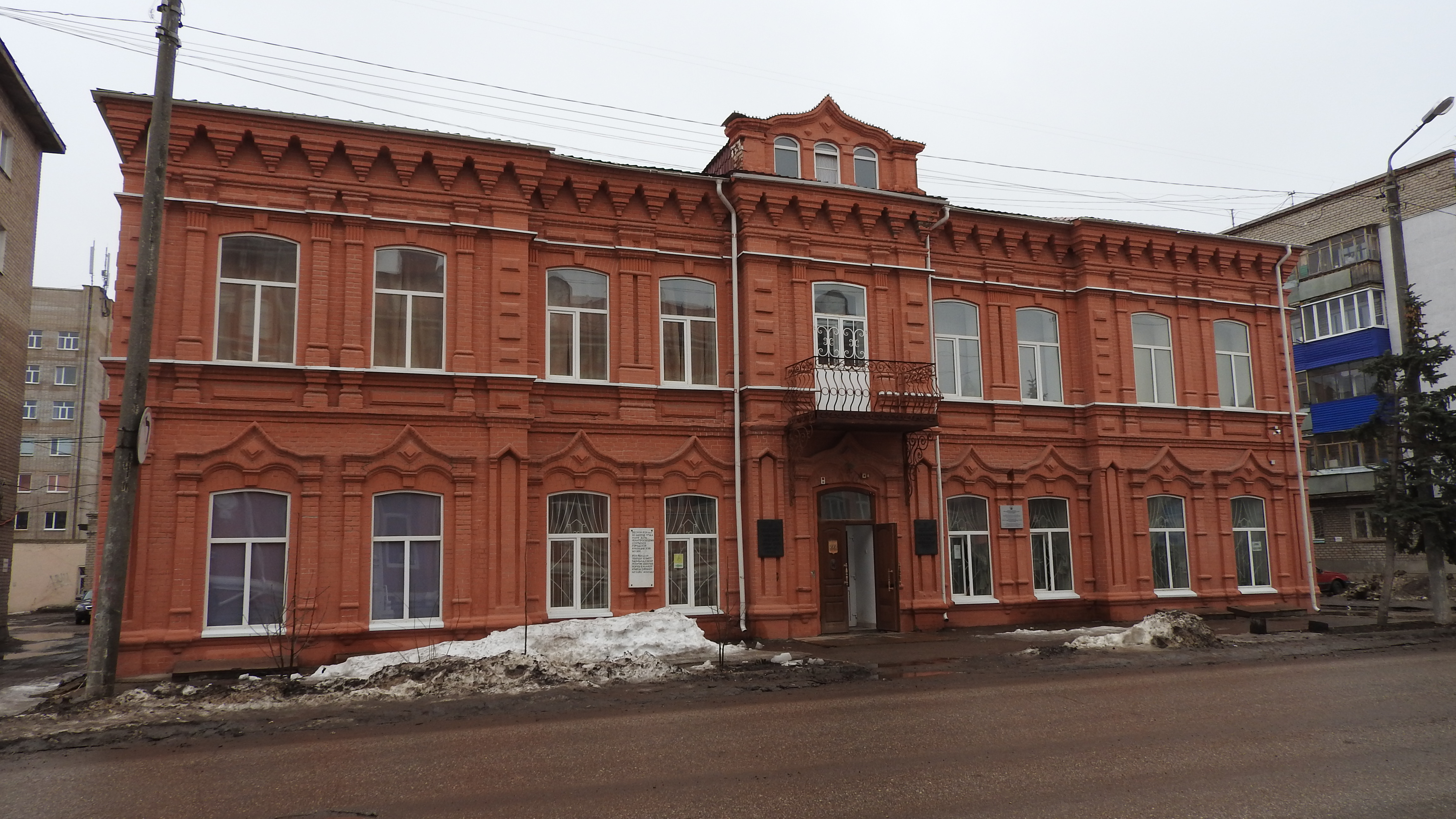
Краєзнавчий музей в м. Стерлітамак

За підпорядкуванням музеї Башкортостану поділяються на музеї федерального значення, регіонального значення та муніципального значення.
За експозиціями поділяються на художні, літературні (музей М. Цвєтаєвої), історико-краєзнавчі, політичні, меморіальні, професійні (Ішимбайський музей народної освіти, Музей історії розвитку освіти, Музей історії судноплавства, Музей МВС РБ).
До музейних комплексів Башкортостану відносяться культурно-історичні пам'ятки — мавзолеї Чишминського району: мавзолей Хусейн-бека і мавзолей Туру-хана.
Також у Башкортостані існують приватні, шкільні, університетські та інші музеї освітніх закладів, музеї корпорацій. Так музей ВАТ «Газпром нафтохім Салават» знаходиться в БК «Нафтохімік» у Салаваті.
Велика частина музеїв республіки розташовуються в Уфі (музей імені М В. Нестерова, національний музей, музей бойової слави, музей археології та етнографії, музей геології і корисних копалин, музей лісу, меморіальні будинки-музеї: С. Т. Аксакова, М. Гафурі, О. Е. Тюлькіна, Ш. Худайбердіна).